# Le Courrier de la Nouvelle-Écosse
Le Courrier de la Nouvelle-Écosse est un journal acadien fondé en 1937.

## Période Désiré d'Éon
C'est le 10 février 1937 que Désiré d'Éon fit imprimer à Digby en Nouvelle-Écosse, au Canada, un journal de langue française Le petit Courrier du Sud-Ouest de la Nouvelle-Écosse, dont il était rédacteur, éditeur et seul propriétaire.
Le pari n'était pas gagné d'avance car ses prédécesseurs avaient connu bien des échecs dans cette province avec la disparition de L'Avenir, de L'Écho, de L'Acadie libérale, de L'Acadie et, dans une moindre mesure, de L'Évangéline partie à Moncton.
Afin d'éviter une des raisons des échecs de ces journaux qui était de s'être consacrés à une cause en particulier (l'éducation pour L'Avenir, la tempérance pour L'Écho et l'affiliation au parti libéral pour L'Acadie libérale et L'Acadie), Désiré d'Éon adopta d'emblée une neutralité politique et se consacra à rapporter les brèves des villages, tout en promouvant les valeurs acadiennes traditionnelles par des articles de fond.
En 1939, Désiré d'Éon achète une presse et imprime alors lui-même son journal, cette fois à Pubnico-Ouest, d'où commencèrent à sortir hebdomadairement les 8 ou 12 pages du Courrier.
L'existence d'un journal francophone dans le sud-ouest de la Nouvelle-Écosse était très importante car il s'agissait à cette époque de la seule lecture en français, hormis les livres de prières, pour les Acadiens de cette région enclavée dans un univers anglophone. De plus, l'avantage des petites brèves du Courrier était qu'elles pouvaient être lues facilement par tout le monde, y compris les personnes âgées, les personnes très peu scolarisées ou encore celles ayant perdu l'usage écrit du français.

## Période Imprimerie Lescarbot Limitée
En 1972, à la retraite de Désiré D'Eon, le journal devient la propriété de la compagnie Lescarbot Ltd, imprimerie fondée le 5 juillet 1972 par des membres de la Fédération acadienne de la Nouvelle-Écosse. 
Une nouvelle équipe prend ainsi les rênes et lui donne non seulement une dimension provinciale, symbolisée par un nouveau nom - Le Petit Courrier de la Nouvelle-Ecosse - mais aussi une ligne éditorialiste nationaliste acadienne. Le Courrier se fait alors le porte-parole des revendications scolaires et linguistiques des Acadiens de la Nouvelle-Écosse.
En octobre 1977, le journal prend le nom de Le Courrier de la Nouvelle-Ecosse.
l’Imprimerie Lescarbot Limitée est achetée en 1988 par le groupe La Société de presse acadienne, mais garde son nom.
Le Courrier de la Nouvelle-Ecosse est affilié à l'Association de la presse francophone qui regroupe des journaux canadiens de langue française à l'extérieur du Québec.

## Anecdotes
La deuxième édition du Courrier (17 février 1937) portait également le No 1 car Désiré D'Eon, très perfectionniste, n'était pas satisfait de celle du 10 février.

## Journalistes du Courrier
- Richard Landry
- Bernice d'Entremont
- Daniel Aucoin
- Alain Bossé
- Lawrence d'Entremont
- Pamela Thibault
- Colette Deveau